# Linn (Missouri)
Pour les articles homonymes, voir Linn.
La ville de Linn est le siège du comté d'Osage, situé dans l'État du Missouri, aux États-Unis.